# Мускули на горния крайник
Мускулите на горния крайник се разделят на няколко групи: мускули на раменния пояс, мускули на мишницата, мускули на предмишницата и мускули на ръката. Действието на мускулите осъществява движенията на отделните части и на целия крайник, като орган на труда.

## Мускули на раменния пояс
Това са две групи мускули:
- Мускули започващи от костите на туловището, образуващи единственото по рода си мускулно свързване на лопатката към костите на туловището. Към тях спадат:
  - Голям гръден мускул (m. pectoralis major)
  - Малък гръден мускул
  - Преден зъбчат мускул
  - Трапецовиден мускул (m. trapezius)
  - Широк гръбен мускул (m. latissimus dorsi)
  - Повдигач на лопатката
  - Ромбовиден мускул
- Мускули, започващи от костите на раменния пояс – собствени мускули на раменния пояс, разположени около раменната става. Към тях се отнасят:
  - Делтовиден мускул (m. deltoideus)
  - Надбодилков мускул (m. supraspinatus)
  - Подбодилков мускул (m. infraspinatus)
  - Малък объл (кръгъл) мускул (m. teres minor)
  - Голям объл (кръгъл) мускул (m. teres major)
  - Подлопатков мускул (m. subscapulars) МУСКУЛИ НА РЬКАТА ПРЕДМИШНИЦА

## Мускули на мишницата
Мускулите на мишницата се делят на две подгрупи – предна и задна.
- Предни мишнични мускули, в която влизат три мускула, всички инервирани от Nervus musculocutaneus:
  - Двуглав мишничен мускул (m. biceps brachii)
  - Клюно-мишничен мускул (m. coracobrachialis)
  - Мишничен мускул (m. brachialis)
- Задни мишнични мускули, състояща се само от един мускул:
  - Триглав мишничен мускул (m. triceps brachii).

Някои учебници считат дисталното продължение на медиалната глава на трицепса (Musculus anconeus) за отделен мускул със същата инервация и функция като предходния. Началото му е Epicondylus lateralis humeri, залавното място олекранона на лакътната кост.

## Мускули на предмишницата
По своята функция мускулите на предмишницата се разделят на сгъвачи и разгъвачи на китката и пръстите и пронатори и супинатори на предмишницата.
- Предни предмишнични мускули
  - Повърхностни предни мускули на предмишницата:
    - Объл пронатор (m. pronator teres)
    - Лъчев сгъвач на китката (m. flexor carpi radialis)
    - Лакътен сгъвач на китката (m. flexor carpi ulnaris)
    - Дълъг дланен мускул (m. palmaris longus)
    - Повърхностен сгъвач на пръстите (m. flexor digitorum superficialis)

  - Дълбоки предни мускули на предмишницата:
    - Дълбок сгъвач на пръстите (m. flexor digitorum profundus)
    - Дълъг сгъвач на палеца (m. flexor policis longus)
    - Квадратен пронатор (m. pronator quadratus)
- Задни предмишнични мускули
  - Повърхностни задни предмишнични мускули
    - Лакътен мускул (m. anconeus)
    - Мишнично-лъчев мускул (m. brachioradialis)
    - Дълъг лъчев разгъвач на китката (m. extensor carpi radialis longus)
    - Къс лъчев разгъвач на китката (m. extensor carpi rad alis brevis)
    - Общ разгъвач на пръстите (m. extenensor digitorum communis)
    - Собствен разгъвач на кутрето (m. extensor digiti minimi)
    - Лакътен разгъвач на китката (m. extensor carpi ulnaris)

  - Дълбоки задни предмишнични мускули
    - Супиниращ мускул (m. supinator)
    - Дълъг отвеждач на палеца (m. abductor policis longus)
    - Къс разгъвач на палеца (m. extensor policis brevis)
    - Дълъг разгъвач на палеца (m. extensor policis longus)
    - Собствен разгъвач на показалеца (m. extensor indicis proprius)

## Мускули на ръката
Според разположението си мускулите на ръката се разделят на 3 групи:
- Мускули на палеца, образуващи голямото възвишение или възглавничка на палеца (thenar):
  - Къс отвеждач на палеца
  - Къс сгъвач на палеца
  - Привеждач на палеца
  - Противопоставящ палеца
- Мускули на кутрето, образуващи възглавничката на малкия пръст (hypothenar):
  - Отвеждач на малкия пръст
  - Сгъвач на малкия пръст
  - Противопоставящ малкия пръст
- Мускули на пестницата, разположени около костите на ръката, между двете възвишения:
  - Червеобразен мускул на ръката (mm. lumbricales) – 4 на брой, започващи от сухожилията на дълбокия сгъвач на пръстите, като се залавят за разтеглицата по гръбната страна на II до V пръст.
  - Междукостен мускул на ръката (mm. interossei) – 3 дланни и 4 гръбни, разположени в междукостните пространства на предкиткените кости.